# 28th US-Infantry-Division-Denkmal

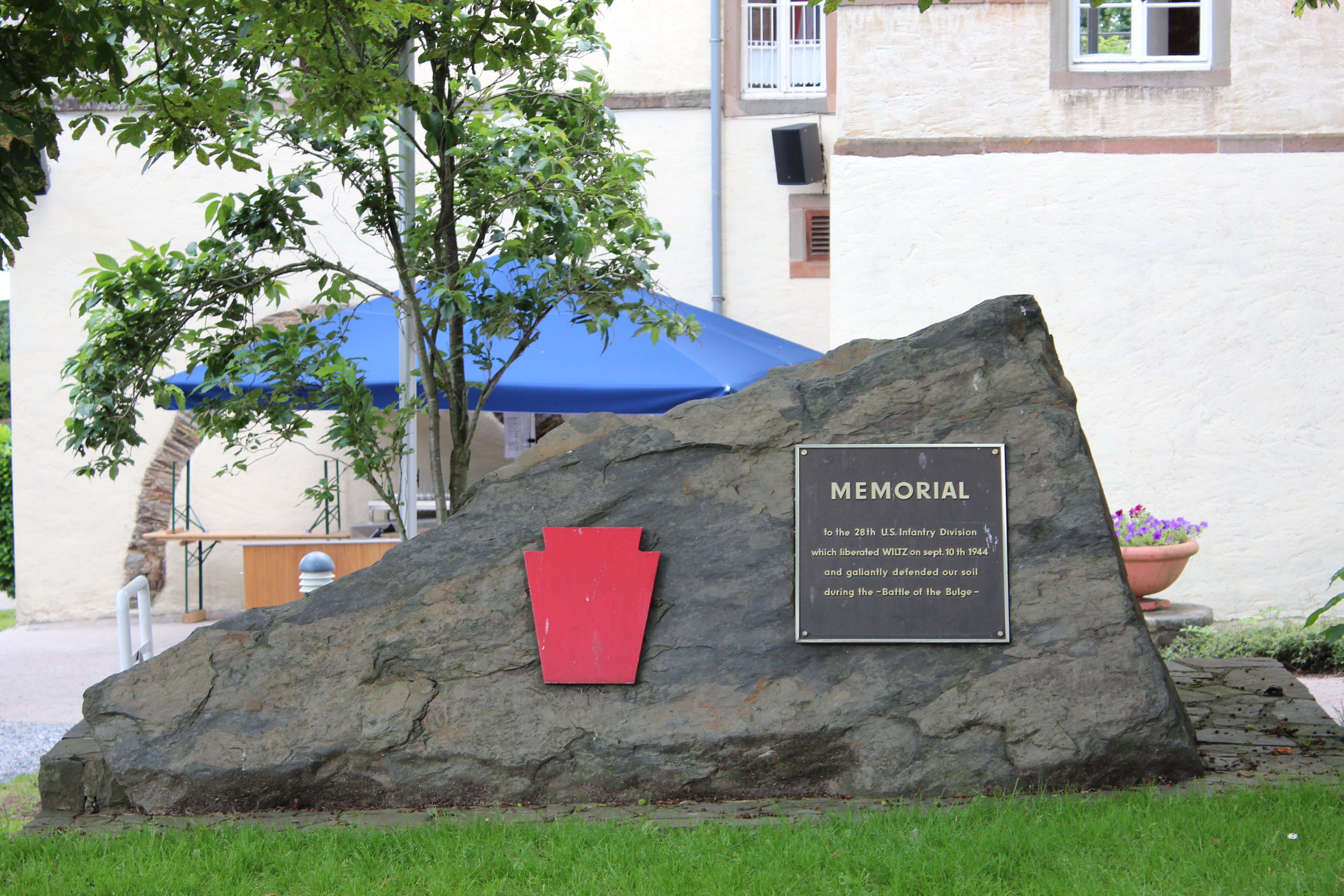
28th US-Infantry-Division-Denkmal

Das 28th US-Infantry-Division-Denkmal in Wiltz erinnert an die 28. Infanteriedivision der US-Armee, die während des Zweiten Weltkrieges in Luxemburg auf Seiten der Alliierten in der Ardennenoffensive kämpfte.

## Geschichte
Am 10. September 1944 befreite die 28. Infanteriedivision das Territorium der Stadt Wiltz, nahm anschließend als erste amerikanische Kampfeinheit die Siegfriedlinie in Aachen und kehrte daraufhin zurück nach Wiltz. Die Verteidigung von Wiltz vom 16. bis zum 19. Dezember 1944 gegen den Vormarsch der deutschen „Volkssturm“ war Sache des 110 Infanterieregiment, unter dem Kommando von General Daniel Bursk Strickler. Die Deutschen umgingen Wiltz (sowie später auch die Amerikaner) und versperrten am „Donkholzer Poteau“ die Straße nach Bastogne. Wiltz wurde am 20. Dezember 1944 von den Deutschen zurückerobert.
Das Denkmal wurde am 4. Oktober 1975 eingeweiht.

## Beschreibung
Das Denkmal besteht aus einem großen Schieferstein mit dem Schulterabzeichen „Red Keystone“, auch „Bloody Bucket“ genannt, der 28. Infanteriedivision und einer Inschriftentafel.
Inschrift: